# Kaasjeskruiddikkopje
Het kaasjeskruiddikkopje (Carcharodus alceae) is een dagvlinder uit de familie van de Hesperiidae, de dikkopjes. De wetenschappelijke naam van de soort is voor het eerst gepubliceerd in 1780 door Eugen Johann Christoph Esper.

## Verspreiding
De soort komt voor in alle landen van Midden- en Zuid-Europa (niet op de Britse Eilanden, Scandinavië en de Baltische landen). In Azië komt de soort onder andere voor in Turkije, Armenië, Israël, Jordanië, Irak, Iran, Jemen, Kazachstan, westelijk Siberië, Noord-Pakistan, Afghanistan, Noord-India en China. In tegenstelling tot wat in enkele bronnen is vermeld, komt het kaasjeskruiddikkopje niet in Noord-Afrika voor, maar wel de "zustersoort" Carcharodus tripolina.

### Waarnemingen in Nederland en België
In Vlaanderen kwam ze aanvankelijk alleen als dwaalgast voor, maar sinds 2009 plant de soort zich er ook voort, meer bepaald in Vlaams-Brabant. In Wallonië heeft de soort zich ook gevestigd, maar is er kwetsbaar. In Nederland was de soort voor het laatst in 1953 gezien. Op 1 mei 2009 werd de soort wederom waargenomen in Nederland, namelijk in de buurt van Maastricht. In de loop van het jaar werden er nog enkele exemplaren, en ook rupsen en eitjes waargenomen.
De vlinder heeft zich vanaf 2009 verder over de Sint-Pietersberg verspreid in noordelijke richting. Momenteel (2011) is hij daar op diverse nieuwe locaties aanwezig. Een andere populatie bevindt zich langs de Maas in Eysden. De populaties zijn nog klein. Twee of drie exemplaren op een plek. Op 15 augustus 2018 zijn voor het eerst ook in Zeeuws-Vlaanderen eitjes en rupsen van de soort gevonden.

## Leefgebied
De vlinder heeft als leefgebied open en bloemrijke plaatsen, vaak met hoge grassen en open struweel, maar het kaasjeskruiddikkopje is ook goed aangepast aan warme, droge en rotsachtige terreinen, zolang de waardplant er aanwezig is.

## Waardplanten
De rups leeft op diverse soorten van de kaasjeskruidfamilie (Malvaceae). In het Midden-Oosten wordt ook een soort van de wolfsmelkfamilie Euphorbiaceae gebruikt (Chrozophora tinctoria).
- Malva sylvestris
- Malva moschata
- Malva alcea
- Malva neglecta
- Alcea rosea
- Alcea setosa
- Althaea officinalis
- Lavatera thuringiaca
- Abutilon theophrasti
- Malvella sherardiana
- Chrozophora tinctoria

## Levenscyclus
De vlinder vliegt in twee, drie of meer generaties van april tot en met oktober. De eitjes worden op de bovenkant van de bladeren van de waardplant afgezet. De rupsen worden tot ongeveer 23 millimeter lang. Ze zijn donkergrijs en bedekt met kleine witte punten. Het kaasjeskruiddikkopje overwintert als volwassen rups aan de voet van de waardplant. Direct na de overwintering vindt in het voorjaar de verpopping plaats.

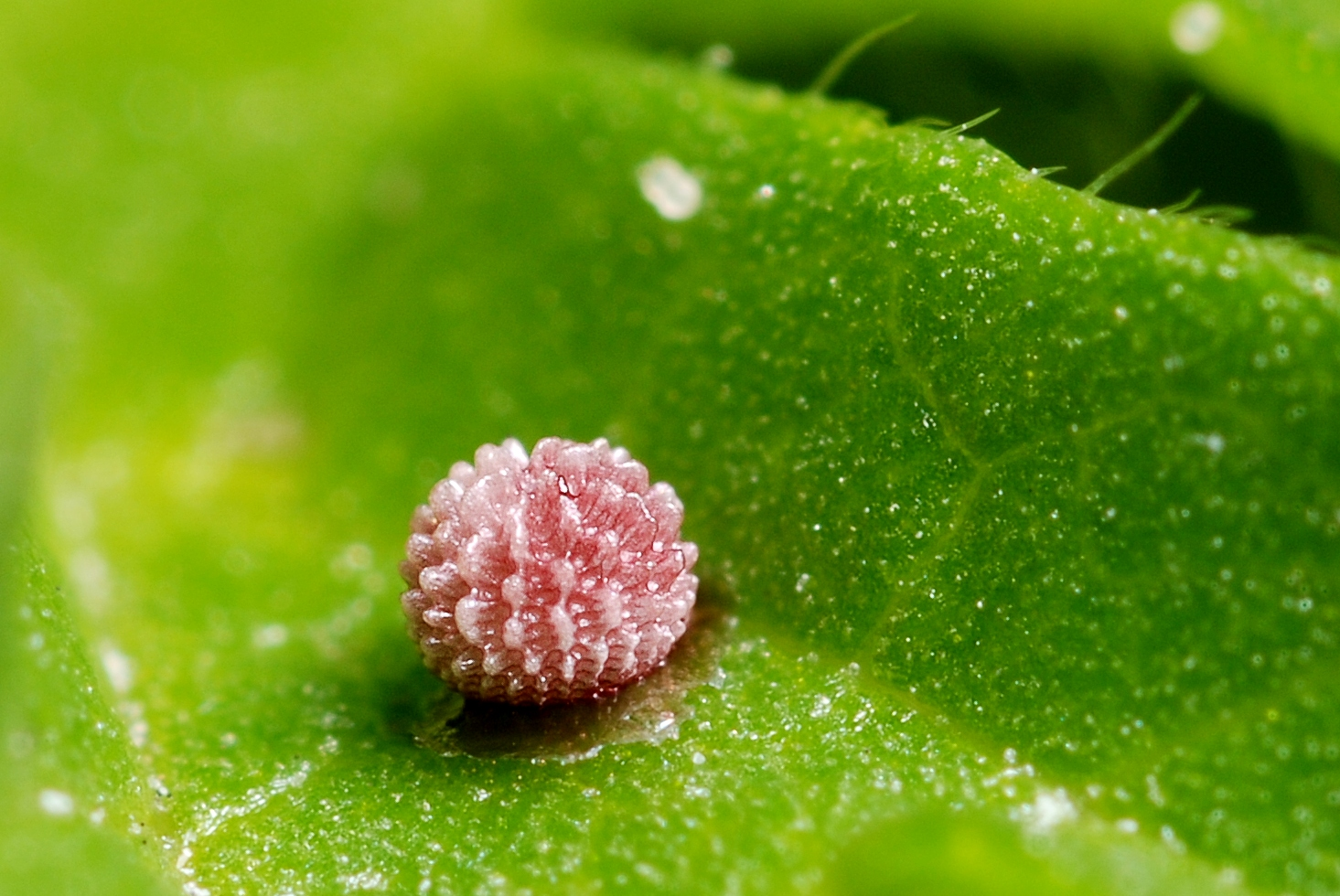
ei
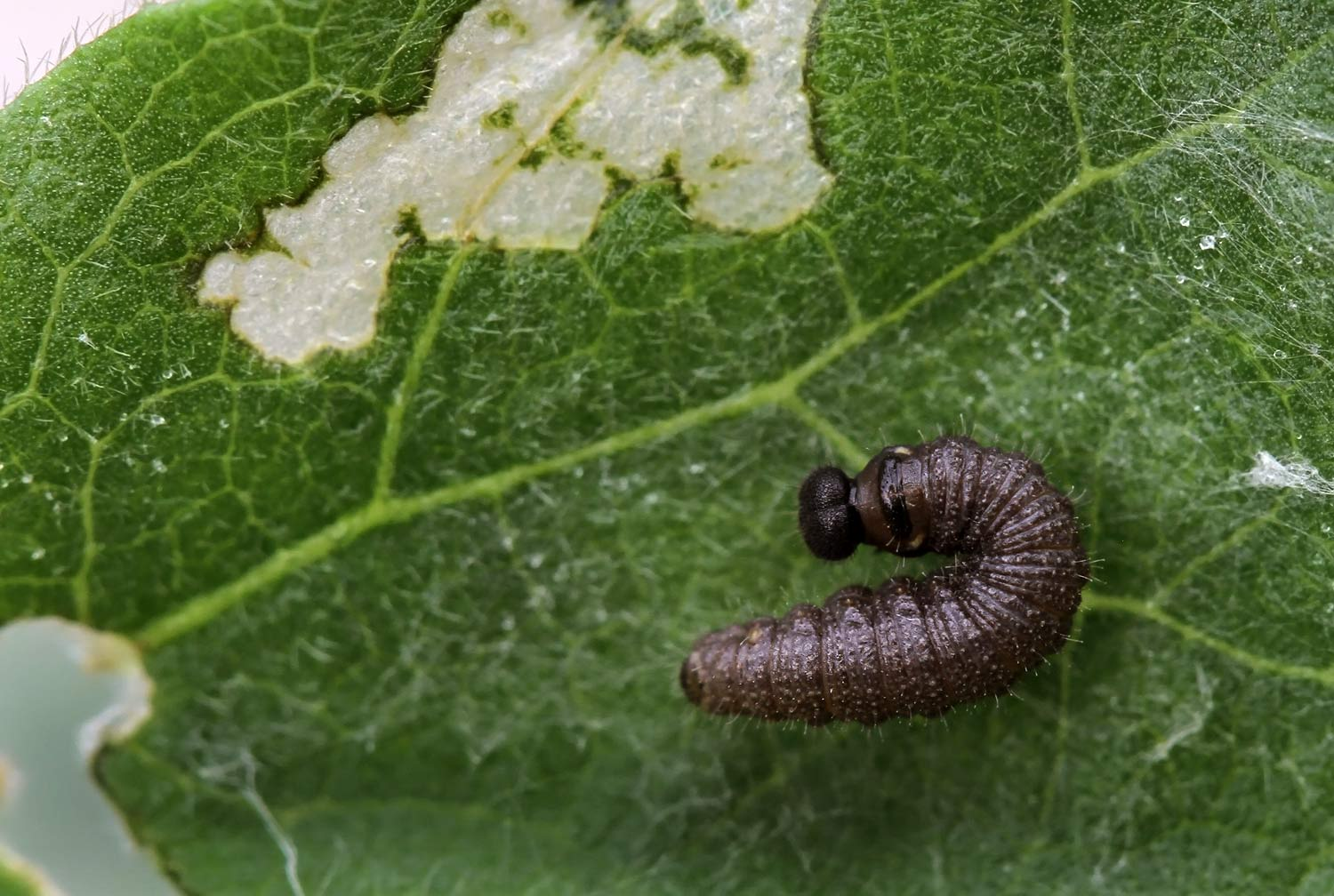
Jonge rups
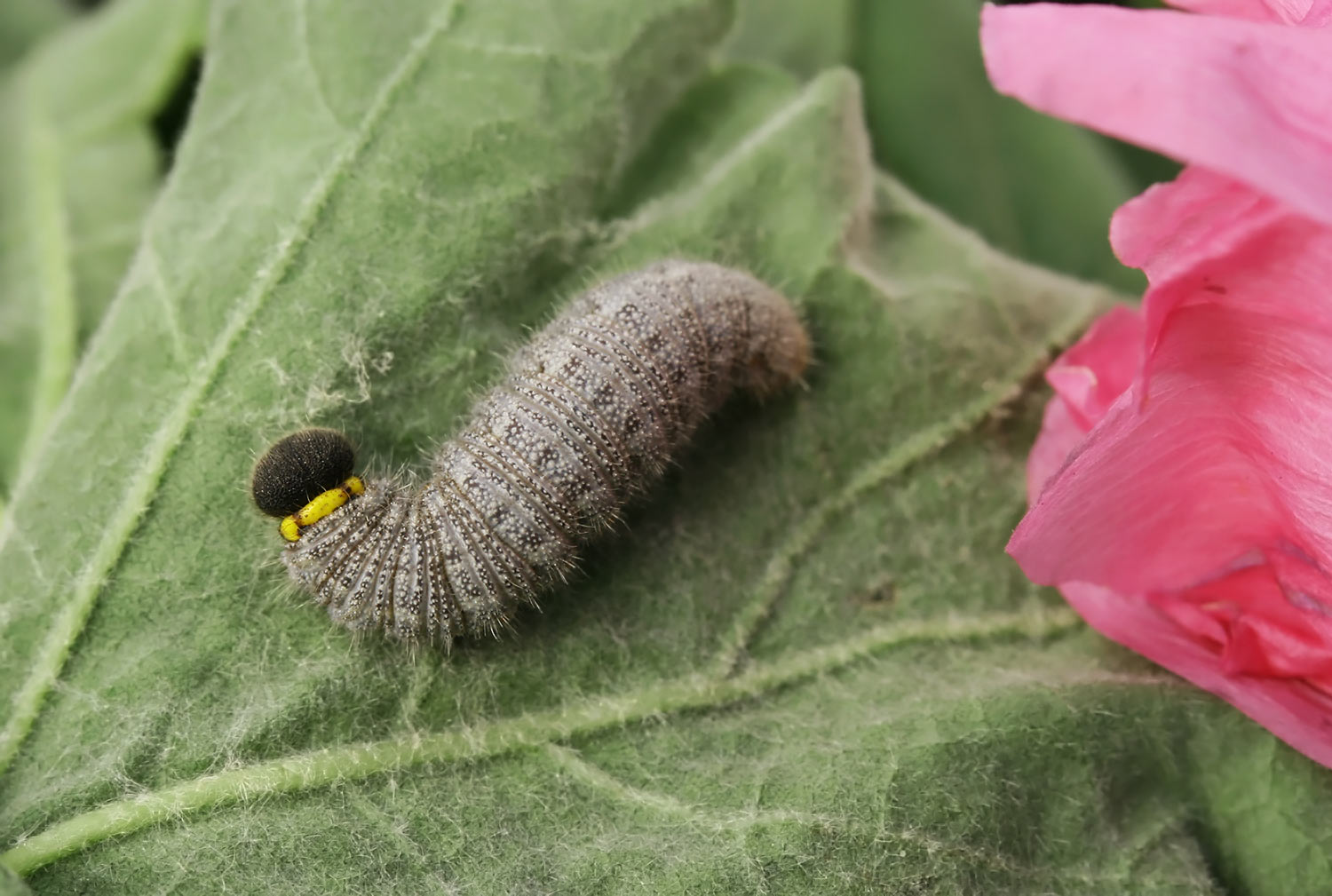
Rups
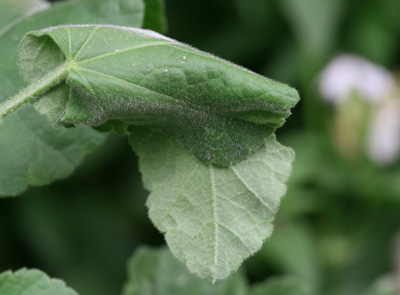
De rups verbergt zich tussen samengesponnen bladeren
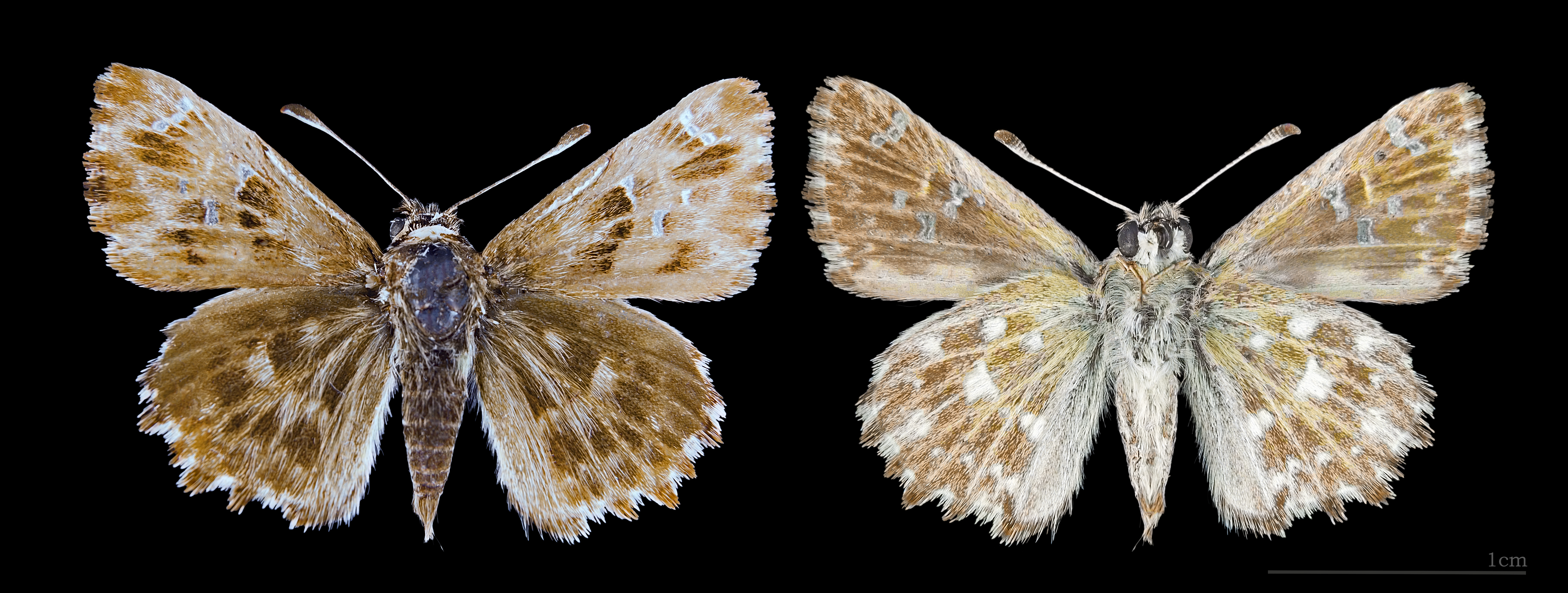

## Ondersoorten
- Carcharodus alceae alceae (Esper, 1780)
- Carcharodus alceae wissmanni Warnecke, 1934 (Jemen)
- Carcharodus alceae swinhoei Watson, 1893 (Afghanistan, Noord-India)
  - = Carcharodus swinhoei Watson, 1893